# Bohušov
Bohušov (1950-ig Fulštejn, németül Füllstein község Csehországban, Bruntáli járásban. Bohušov Slezské Rudoltice, Rusín, Liptaň, Osoblaha és Dívčí Hrad településekkel határos. Lakosainak száma 381 fő (2024. január 1.).

## Népesség
A település lakosságának változását az alábbi diagram mutatja:
| Lakosok száma | 2020 | 1963 | 1624 | 703  | 579  | 456  | 380  | 371  | 379  | 381  |
|               | 1869 | 1890 | 1921 | 1950 | 1980 | 2001 | 2017 | 2019 | 2022 | 2024 |